# 임영대군
임영대군 이구(臨瀛大君 李璆, 1420년 1월 29일(음력 1월 6일) ~ 1469년 2월 11일(음력 1월 21일))는 조선 시대 초기의 왕족 겸 정치인으로, 조선의 제4대 왕 세종의 4남이자 적4남으로 어머니는 소헌왕후이다.

## 이력
성은 이(李), 이름은 구(璆), 본관은 전주(全州), 자는 헌지(獻之)이다. 둘째 형인 수양대군처럼 무술에 능하였으나 궁녀와 대궐의 하녀들과의 성추문으로 물의를 빚기도 했다. 계유정난 이후 둘째 형인 수양대군을 지지하여 그를 도왔다.
예종 때의 정승이었던 귀성군 이준의 아버지였고, 영의정 신승선의 장인이며, 연산군의 부인 폐비 신씨는 그의 외손녀였다. 또 단경왕후의 친정아버지 신수근은 그의 외손자였다. 시호는 정간(貞簡)이다.

## 생애

### 생애 초반
임영대군 이구는 1420년(세종 2년) 1월 6일 세종대왕과 심온의 딸 소헌왕후 심씨의 넷째 아들이며 문종, 세조의 친동생이다. 둘째 형인 수양대군처럼 무술에 능하였다.
그는 일찍부터 긍지를 가지고 부모와 형제에게 효우(孝友)를 지키며 청백하게 생활하였다. 성격에 꾸밈이 없고 사특(私慝)함이 없어서 늘 진실하고 대쪽같다고 칭찬을 들었다. 1428년(세종 10년)에 대광보국 임영대군(大匡輔國 臨瀛大君)에 봉해졌으며 이듬해 명나라의 사신인 지신사 정흠지(鄭欽之)로부터 단자(段子) 5필을 선물로 받았다. 1430년(세종 12년)에 형 수양대군(晉平大君) 이유(李瑈, 뒷날의 세조), 안평대군(安平大君) 이용(李瑢)과 함께 성균관에 입학하여 수학하였다.
무예에 능하여 1433년 3월에는 형 수양대군과 함께 경회루에서 승마 시범을 보이기도 했다. 부왕 세종의 총애가 깊어 세종은 여러번 그의 집에 거둥하였다.

### 불행한 가정 생활
무인기질이 강하였지만 그의 가정사는 불행하였다. 첫 부인은 개국공신 남재의 손자로 문종때 좌의정을 지낸 남지(南智)의 딸이었는데, 그녀는 정신질환이 있었다. 혼인한지 한달 뒤인 1433년(세종 15년) 6월 14일 세종은 영의정 황희, 좌의정 맹사성, 우의정 최윤덕 등을 불러 "임영대군의 아내 남씨는 나이가 12세가 넘었는데 아직 오줌을 싸고 눈빛이 바르지 못한데다가 혀가 심히 짧고 행동이 놀라고 미친듯한 모습이기에 내쳐야 되겠다"는 뜻을 내비쳤다.
그 후 혼인한지 한달만에 군부인 남씨는 강제 이혼을 당했고 임영대군 이구는 1433년 12월 의정부우찬성 최사강의 손녀이자 요절한 최승녕의 딸을 부부인으로 간택하였다. 최승녕은 출세하지 못하고 젊은 나이에 일찍 세상을 떠났지만 그의 아버지 최사강은 문과 급제자도 아니면서 의정부 우찬성(종1품)을 지냈으며 세종시대의 몇 안되는 권세가중 한명이었다.
제안부부인 최씨의 고모이며 최사강의 다른 딸 둘은 세종의 서제(庶弟)이자 태종 이방원과 신빈 신씨 사이의 소생 서자인 함녕군의 부인이 되었고, 다른 딸은 세종의 여섯째 아들인 금성대군의 부인으로 태종, 세종 부자의 사돈이 되었고 또 이때 그의 장남 최승녕의 딸까지 임영대군의 부인이 되어 왕실과 삼중 인척관계를 형성하였다.
부부인 최씨에게 5남 2녀를 두었으며, 세 번째로 안동안씨와 재혼하여 4남5녀를 낳았다. 임영대군의 장남은 오산군이며 계취 연안김씨와의 사이에 7남을 두었다.

### 총통 제작과 관료 생활
1437년 관료와 왕족들에게 내려진 과전의 양이 너무 지나치다는 여론이 나오자 형 수양대군, 안평대군과 함께 받은 과전 3백 결에서 각각 50결을 감하여 도로 반납하였다.
1439년(세종 21년) 작첩을 빼앗겼으나 1440년 다시 임영대군에 봉해졌다. 1442년 원윤이 되었으며, 아버지 세종이 그에게 총통 제작을 맡기어서 군기감에서 일하기도 하였다. 세종의 명을 받아 동생인 금성대군과 함께 총통, 화차를 제작하였다.
1450년(문종 즉위년)에 맏형 문종의 명을 받아 화차를 제작하였다. 1452년 문종이 죽고 조카인 단종이 즉위하면서 황보인, 김종서 등이 황표정사를 빌미로 국정을 장악하려 할 때 크게 불만을 나타내기도 하였다.
이후 안평대군과 수양대군 사이에서 갈등이 벌어질 때 그는 둘째 형인 수양대군의 편을 들었다.

### 세조 반정 이후
이듬해인 1453년에 계유정난이 발발하여 수양대군이 정권을 잡자, 임영대군은 수양대군을 크게 도왔고 수양대군이 세조로 즉위하는데 일조하였다. 세조 반정을 지지한 덕에 임영대군은 양녕대군, 효령대군과 함께 왕실의 수장격이 되었고 형제들인 문종, 안평대군, 금성대군 등과 달리 큰 시련을 겪지 않았다. 예종 원년인 1469년 1월 21일에 50세로 사망하였다.

### 사후
죽으면서 첫째가 왕자간에 서로 분쟁을 일으키지 말 것과 둘째 백성들에게 해를 끼치지 말라하는 것을 유훈으로 남겼다. 슬하에 9남 2녀가 있는데 그 중 임영대군의 아들 구성군은 훗날 영의정까지 오르며 승승장구하나, 도리어 정희왕후에게 숙청당하여 유배되었다.

## 가족 관계
- 조부 : 3대 태종(太宗, 1367 ~ 1422)
- 조모 : 원경왕후 민씨(元敬王后 閔氏, 1365 ~ 1420)
  - 아버지 : 4대 세종(世宗, 1397 ~ 1450)
- 외조부 : 청천부원군 심온(靑川府院君 沈溫, 1375 ~ 1419)
- 외조모 : 삼한국대부인 순흥 안씨(三韓國大夫人 順興 安氏, ? ~ 1444) 
  - 어머니 : 소헌왕후 심씨(昭憲王后 沈氏, 1395 ~ 1446) 
    - 큰누나 : 정소공주(貞昭公主, 1412 ~ 1424)
    - 형 : 5대 문종(文宗, 1414 ~ 1452)
    - 작은누나 : 정의공주(貞懿公主, 1415 ~ 1477)
    - 형 : 조선 7대 세조(世祖, 1417 ~ 1468)
    - 형 : 안평대군(安平大君, 1418 ~ 1453)
    - 남동생 : 광평대군(廣平大君, 1425 ~ 1444)
    - 남동생 : 금성대군(錦城大君, 1426 ~ 1457)[2]
    - 남동생 : 평원대군(平原大君, 1427 ~ 1445)
    - 남동생 : 영응대군(永膺大君, 1434 ~ 1467)
    - 정부인 : 군부인 의령 남씨 - 좌의정(右議政) 남지(南智)의 딸
    - 계부인 : 제안부부인 전주 최씨 - 봉례(奉禮) 증 우의정(贈 右議政) 최승녕(崔承寧)의 딸[3]
      - 장남 : 오산군 이주(烏山君 李澍)

  - 며느리 : 창녕 성씨 - 좌찬성(左贊成) 성임(成任, 1421 ~ 1484)의 딸 
    -       -         - 손녀 : 교하 노씨 사용(司勇) 노윤광(盧允光)의 처
        - 손녀 : 제천 안씨 안만복(安萬福)의 처

      - 며느리(측실) : 미상
        - 서손자 : 창평수(昌平守) 이근(李瑾)
        - 서손자 : 희제정(狶蹄正) 이호(李瑚)
        - 서손자 : 적천수(赤川守) 이련(李璉, ? ~ ?년 6월 2일)
        - 서손자 : 홍양수(洪陽守) 이완(李玩)
        - 서손자 : 덕안도정(德安都正) 이진(李珍)
        - 서손자 : 엄천수(嚴川守) 이거(李琚, 1477 ~ ?)
        - 서손자 : 온천수(溫川守) 이진(李璡)

      - 차남 : 귀성군 이준(龜城君 李浚, 1441 ~ 1479)[4],
      - 며느리 : 청주 한씨(1447 ~ ?) - 청천부원군 한백륜(淸川府院君 韓伯倫, 1427 ~ 1474)의 차녀
      - 3남 : 정양군 이순(定陽君 李淳, 1442 ~ 1492)
      - 며느리 : 풍천군부인 진주 강씨(豊川郡夫人 晉州 姜氏) - 감사(監司) 강자평(姜子平, 1430 ~ 1486)의 장녀
      - 4남 : 팔계군 이정(八溪君 李淨) → 함녕군의 양손자로 출계
      - 5남 : 환성군 이징(歡城君 李澄)
      - 며느리 : 동래 정씨 - 현감(縣監) 정유지(鄭有智)의 딸

    - 손녀 : 청주 한씨 증 판서(贈 判書) 서평군 한숙창(西平君 韓叔昌, 1479 ~ 1537)의 처 
      - 장녀 : 중모현주(中牟縣主, 1435 ~ ?)
      - 사위 : 영의정(領議政) 거창부원군 신승선(居昌府院君 愼承善, 1436 ~ 1502)
        - 외손자 : 영의정 익창부원군 신도공 신수근(領議政 益昌府院君 信度公 愼守勤, 1450~1506)
          - 외증손녀 : 단경왕후 신씨 - 중종의 정비

        - 외손자 : 형조판서(刑曹判書) 신수겸(愼守謙, ? ∼ 1506)
        - 외손자 : 형조판서(刑曹判書) 신수영(愼守英, ? ∼ 1506)
        - 외손녀 : 거창군부인 신씨(居昌郡夫人, 1476 ~ 1537)- 10대 연산군의 왕비

      - 차녀 : 청하현주(淸河縣主)
      - 사위 : 순흥 안씨 형조참판(刑曹參判) 안우건(安友謇)
        - (양)외손자 : 안환(安煥)

    - 계부인 : 부부인 안동 안씨
      - 6남 : 영양군 이함(英陽君 李涵)
      - 며느리 : 평산 신씨 - 현감(縣監) 증 참판(贈 㕘判) 신윤범(申允範)의 딸 
        - 손자 : 하빈수(河濱守) 이인손(李仁孫, 1476 ~ ?)
        - 손자 : 동산수(洞山守) 이의손(李義孫)
        - 손녀 : 평택 임씨 임해(林畡)의 처
        - 손녀 : 예안 이씨 이계홍(李繼洪)의 처

      - 며느리(측실) : 이름 미상
        - 서손자 : 장련부수(長連副守) 이종손(李終孫, 1485 ~ ?)
        - 서손자 : 오성도정(烏城都正) 이신손(李神孫, 1497 ~ 1590)
        - 서손자 : 해구군 이현손(海口君 李賢孫, 1498 ~ ?년 12월 6일)
        - 서손자 : 청화군 이준손(淸化君 李俊孫, 1501 ~ 1568)
        - 서손자 : 능성령(綾城令) 이말손(李末孫)
        - 서손녀 : 민수건(閔守騫)의 처

      - 며느리 : 청주 한씨 - 참봉(叅奉) 한복(韓福)의 딸
      - 7남 : 단계부정(丹溪副正) 이인(李潾, 1460 ~ 1521)
      - 며느리 : 영월 엄씨 - 엄산수(嚴山壽)의 딸이자 9대 성종의 후궁인 귀인 엄씨의 언니
        - 손자 : 일선수(一善守) 이엽(李曄)
        - 손자 : 하양수(河陽守) 이오(李晤, 1498 ~ 1559)
        - 손자 : 신성수(信城壽) 이희(李曦)
        - 손녀 : 상주 김씨 김태암(金泰巖)의 처
        - 손녀 : 안동 권씨 권변(權忭)의 처
        - 손녀 : 안수장(安壽長)의 처
        - 손녀 : 최세문(崔世文)의 처

      - 8남 : 윤산군 이탁(輪山君 李濯, 1462 ~ 1487)
      - 며느리 : 평산 신씨 - 선마(洗馬) 신석녕(申錫寧)의 딸 
        - 손자 : 팔거군 이근(八莒君 李根, 1480 ~ 1550)
        - 손자 : 원성수(原城守) 이춘(李春)

      - 며느리(측실) : 이름 미상
        - 서손자 : 가덕부수(加德副守) 이식(李植)
        - 서손자 : 설산부수(雪山副守) 이계(李桂, 1496 ~ 1544)
        - 서손자 : 청계령(淸溪令) 이림(李林)
        - 손자 : 익주군 이지(益州君 李枝, 1491 ~ ?년 10월 20일)
        - 손자 : 신성군 이매(新城君 李梅, 1495 ~ 1579)
        - 손녀 : 여주 이씨 이세정(李世禎)의 처

      - 9남 : 옥천군 이옥(玉泉君 李沃)
      - 며느리 : 남양 홍씨 - 현감(縣監) 홍강(洪剛)의 딸
        - 손자 : 봉림수(鳳林守) 이수인(李守仁, 1489 ~ 1523)
        - 손자 : 청성수(淸城守) 이수화(李守和)
        - 손자 : 흥인수(興仁守) 이수례(李守禮)
        - 손자 : 운림수(雲林守) 이수지(李守智)
        - 손녀 : 순흥 안씨 직장(直長) 안세직(安世直)의 처

      - 며느리(측실) : 이름 미상
        - 서손자 : 청운령(靑雲令) 이수신(李守信, 1513 ~ ?)

      - 3녀 : 의성 김씨 참봉(㕘奉) 김풍공(金豊公)의 처
        - 외손자 : 첨지(僉知) 김응신(金應辰)
        - 외손자 : 현령(縣令) 김응현(金應賢)

      - 4녀 : 전윤식(田允植)의 처
      - 5녀 : 안동 권씨 현감(縣監) 권형(權衡)의 처
      - 6녀 : 민영(閔瑛)의 처
      - 7녀 : 김맹손(金孟孫)의 처

    - 측실 : 금강매(錦江梅) - 악공의 딸

## 기타
외손녀 사위인 연산군과 외증손녀 사위 중종은 그의 종증손으로, 둘째 형 세조의 증손이자 의경세자의 손자이며 성종의 장남과 차남이 된다.
딸 중모현주 이씨의 딸인 폐비 신씨는 연산군과 결혼했고, 중모현주의 친손녀이자 그의 증외손녀인 단경왕후는 중종의 첫 번째 부인이 되었으나 중종 반정 이후 연산군의 처가라는 이유로 폐출당한다.

### 여성 편력
1439년(세종 21년) 5월 3일 대궐이 발칵 뒤집어졌다. 세종이 영의정 황희와 우의정 허조를 급히 불렀기 때문이다. 세종은 두 사람을 불러 임영대군 이구의 '문제'를 털어놓은 다음 처리방향을 함께 의논했다.
이구의 '문제'란 다름 아닌 '섹스 스캔들'이었다. 이구는 이미 그 전에도 대궐의 여종 막비와 가야지와 사통(私通)했으나 세종은 일단 묵인해주었다. 언관들은 계속 처벌을 주청했으나 세종은 이를 묵살했다. 또 세종실록에 의하면 세종 19년 4월에는 악공의 딸인 기생 금강매(錦江梅)에게 빠져 아예 첩으로 삼겠다고 말하자 세종은 "정직하게 말하는 게 가상하여 특별히 허락"해주기도 했다. 실은 이때 승지 허후가 "대군의 축첩은 옳지 못하며 굳이 첩을 두려면 기생이 아니라 양갓집에서 간택하는 것이 좋겠다"고 건의하자 세종은 버럭 화를 냈다. 그럴 때마다 부왕 세종대왕은 "그렇다면 종친들의 기첩(妓妾)을 다 쫓아내란 말이냐?"며 아들을 두둔하였다.
이처럼 세종이 사실상 묵인했던 이구의 문제가 1년 후인 세종21년 5월 크게 불거진 것은 금강매에게 푹빠져 학문을 내팽개쳤을 뿐만 아니라 막비, 가야지 외에도 또 다른 여종 금질지까지 사통하는 등 여색(女色)에서 헤어날 기미를 보이지 않았기 때문이다.
임금의 성품이 엄하여 여러 종친들과 아들을 옳은 도리로 가르치고, 조금이라도 범하는 바가 있으면 반드시 꾸지람을 더하기 때문에 모두 감히 불법한 행동을 방자하게 하지 못하였는데 이구는 여색으로 두 번이나 꾸지람을 듣고도 오히려 뉘우쳐 고치지 아니하였다.

그날로 당장 이구의 직첩을 회수했다. 대군 자격을 박탈해버린 것이다. 1년 후 이구는 대군 자격을 회복한다. 그런데 그의 여성 편력은 중단되지 않고 계속되었다. 직첩 회복 1년 후인 세종23년 임영대군은 이복동생인 화의군과 함께 궐 밖의 여인 2명을 몰래 궁 안에 들이려다가 광화문 문지기에게 발각돼 다시 직첩을 빼앗기고 3년 가까이 대궐 안에서 연금생활을 해야 했다.

### 인사 청탁 문제
동생인 광평대군과 함께 인사 청탁을 해주어서 논란이 되기도 했다. 신효창(申孝昌)의 친손녀는 광평 대군(廣平大君) 이여의 부인이고 외손녀는 임영 대군의 부인으로, 1437년(세종 20년) 신효창이 두 대군에게 편지를 보내어 자신의 비첩(婢妾)이 낳은 서자인 신근지(申謹之)를 벼슬시킬 것을 청탁하였다. 신근지는 임영대군에게는 처서외삼촌이 된다.
처외조부 신효창의 청탁을 받아 형 광평대군과 함께 신근지의 벼슬을 청탁하였다.
형제가 부왕 세종대왕을 찾아가 "근지는 사예(射藝)에 능하여 마땅히 쓸 만합니다."고 고하였다. 임금이 병조에 명하여 그 재주를 시험하니, 보사(步射)와 기사(騎射)에 모두 합격하였다. 그러나 뒤에 논란이 되어 신효창과 신근지의 임명장은 빼앗겼다가 도로 되돌려받았다.

## 관련 작품

### 드라마
- 《왕과 비》 (KBS, 1998년~2000년 배우:전병옥)
- 《인수대비》 (JTBC, 2011년~2012년 배우:이창)

## 같이 보기
| - 대방군부인 송씨 - 학조 - 안평대군 - 어우동 - 유감동 - 화차 - 금성대군 - 영응대군 - 신기전 - 세종 - 태종 - 양녕대군 - 효령대군 - 이구지 - 최승녕 - 구성군 - 김종직 | - 계유정난 - 세조 반정 - 문종 - 세조 - 혜빈 양씨 - 김종서 - 황보인 - 평원대군 - 광평대군 - 한명회 - 신숙주 - 유자광 - 남곤 - 강순 - 남이 - 봉석주 - 서산군 | - 광평대군 - 중종 반정 - 박성근 - 사방지 - 신승선 - 신수근 - 보성군 - 임사홍 - 임원준 - 단경왕후 - 이암 |

## 참고 문헌
- 세종실록
- 세조실록
- 대동야승
- 국조보감